# König-Heinrich-Schule
Die König-Heinrich-Schule (KHS) ist ein Gymnasium in Fritzlar im nordhessischen Schwalm-Eder-Kreis. Sie entstand 1948 durch die Aufstockung der städtischen Rektoratsschule zum Realgymnasium und wurde 1955 nach dem im Jahre 919 in Fritzlar zum König des Heiligen Römischen Reichs gewählten Heinrich I. benannt.

## Gelände und Lage
Die Schule befindet sich seit 1972, als sie ihre alten Gebäude am Dom im Stadtzentrum verließ, am östlichen Stadtrand von Fritzlar. Das Schulgelände umfasst sieben behindertengerecht ausgestattete Gebäude sowie zwei Biotope, die von den Schülern mitgestaltet werden können.

## Profil
Die KHS ist seit 1998 Teil des Schulentwicklungsprojektes „Europaschule“. Sie hat rund 90 Lehrkräfte und wird von ungefähr 1.100 Schülern der Jahrgangsstufen fünf bis dreizehn besucht. Ihr Einzugsbereich im nördlichen Teil des Schwalm-Eder-Kreises und in benachbarten Orten der Landkreise Kassel und Waldeck-Frankenberg hat einen Radius von etwa 20 km. In ihrem Schulprogramm setzt sie ihre Schwerpunkte auf Fremdsprachen, musische Fächer und MINT (Mathematik, Informatik, Naturwissenschaften und Technik).
Ein wichtiger Bestandteil der interkulturellen Bildung ist der seit 1992 stattfindende Netzwerk-Austausch, bei dem sich Schüler aus verschiedenen Ländern Europas (darunter bisher Niederlande, Frankreich, Ungarn, Polen, Italien, Spanien) für eine Woche treffen, um gemeinsam an einem kulturellen, naturwissenschaftlichen oder politischen Projekt zu arbeiten. Dieses Projekt findet in der Qualifikationsphase der Oberstufe statt.
Seit Beginn des Schuljahres 2010/2011 ist die KHS „Schule für den Klimaschutz“. In diesem Sinne besteht die Möglichkeit, das Schulbiotop zu nutzen oder am Hessen SolarCup teilzunehmen, bei dem die KHS in den letzten Jahren Erfolge erzielte. Außerdem verfügt die KHS seit 1998 über eine eigene Photovoltaikanlage, die zu unterrichtlichen Zwecken genutzt wird.

## Geschichte
1921 schlossen sich, unter dem Druck der Inflation, die städtische (katholische) Lateinschule und die seit 1892 bestehende evangelische Höhere Privatschule (damals 125 Schüler) zur bis zur Obertertia führenden Rektoratsschule zusammen. 1925 schloss die Schule einen Vertrag mit dem Wilhelmsgymnasium in Kassel, so dass Fritzlarer Schulabgänger dort ihr Abitur ablegen konnten. Die Rektoratsschule wurde 1948 zum Realgymnasium aufgestockt.

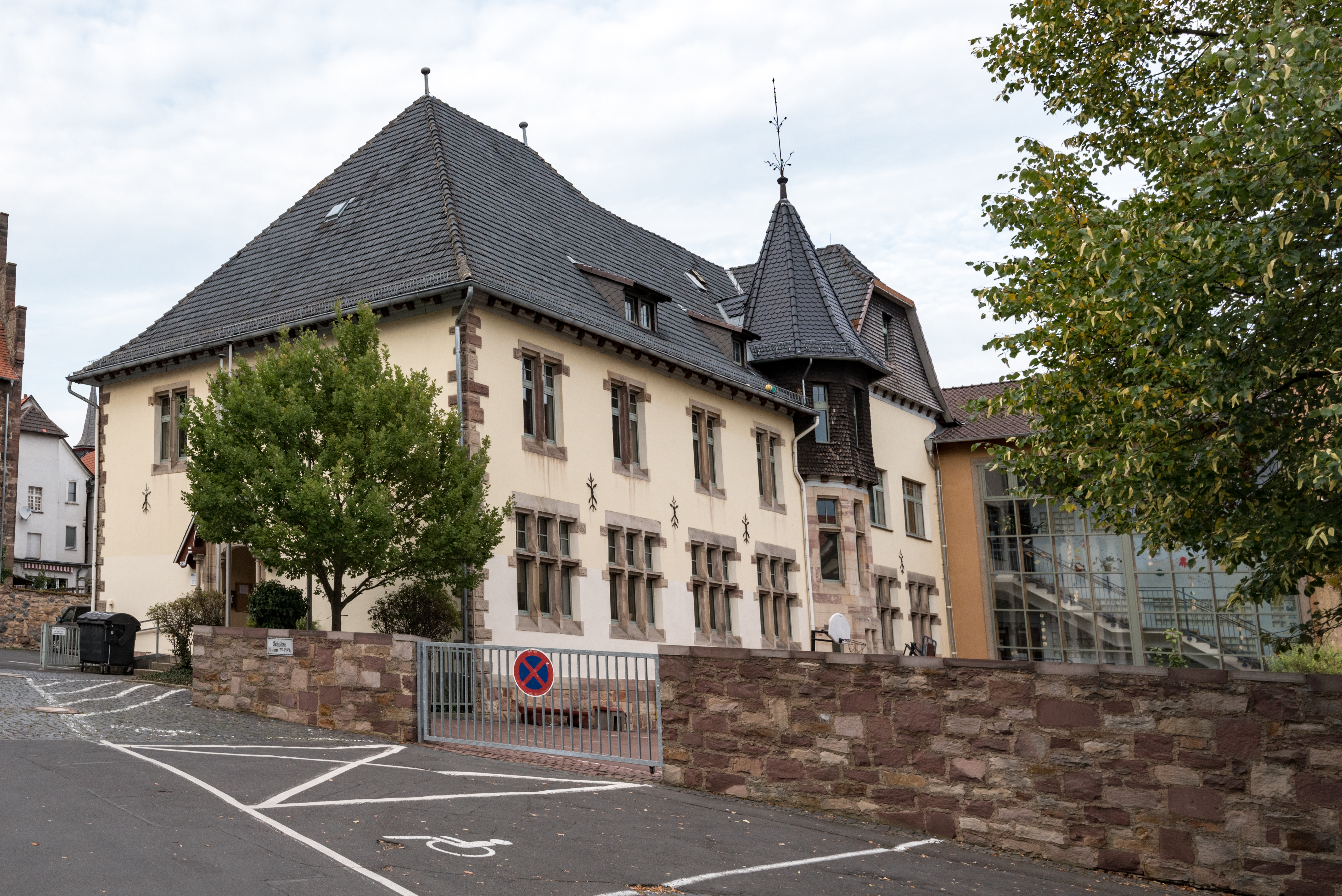
Die ehemalige Präparandenanstalt, bis 1972 „Oberhaus“ der KHS
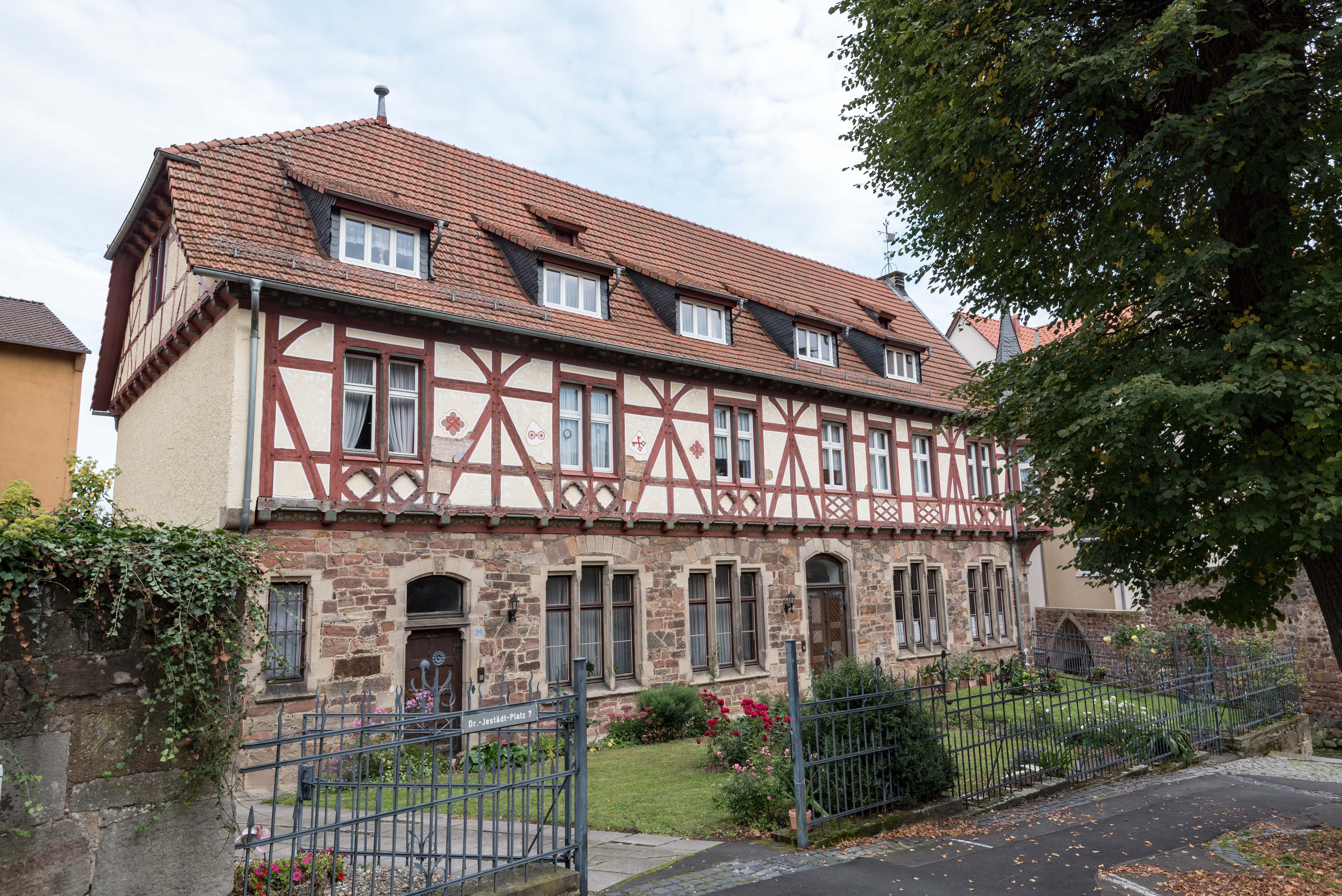
Die einstige Lateinschule, erbaut 1891, bis 1972 „Unterhaus“ der KHS
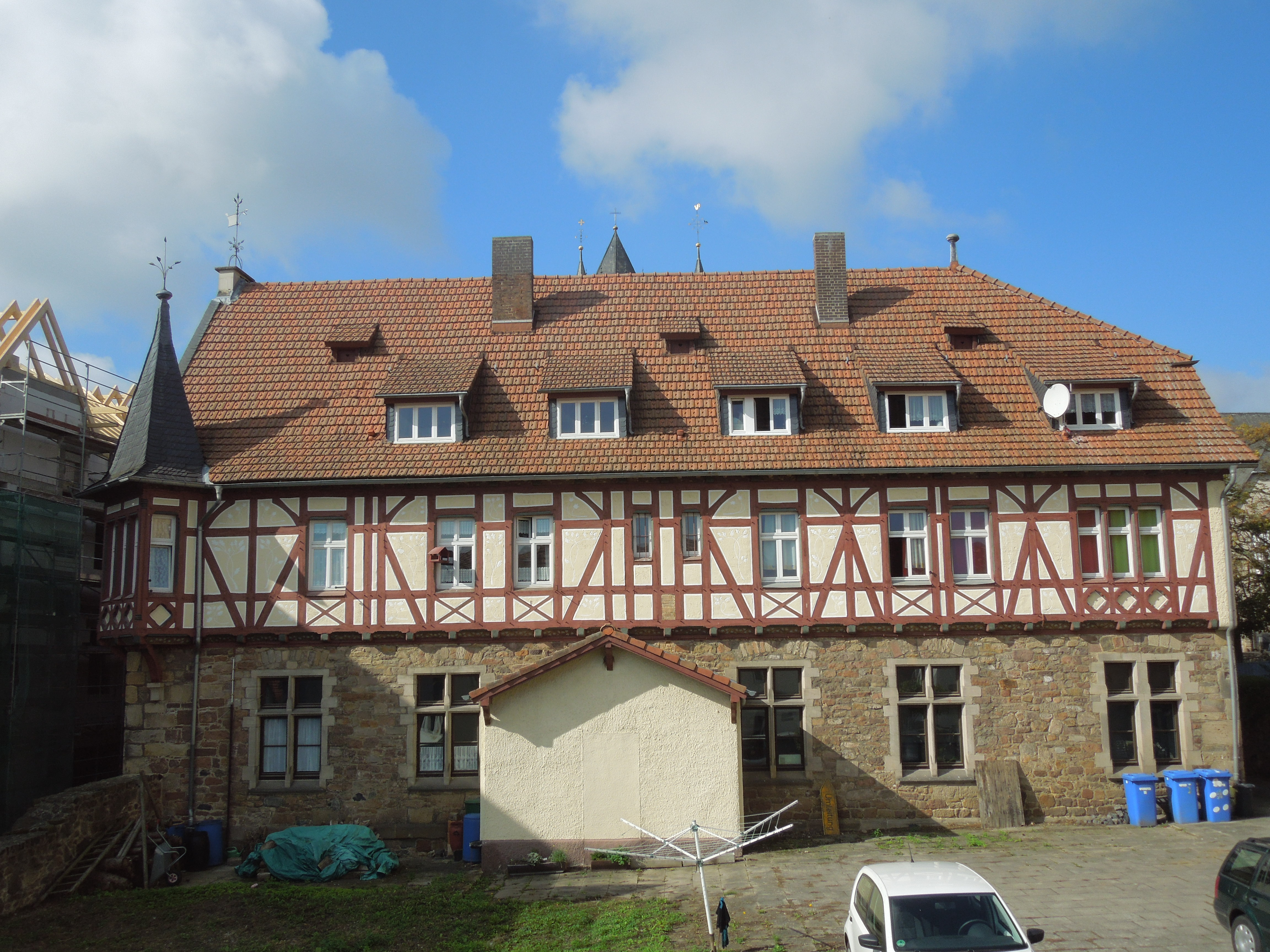
Die Ostseite der ehemaligen Lateinschule

Schulleiter
- 1948–1961: Kurt Hildebrand
- 1961–1977: Emil Gäck
- 1977–1990: Helmut Mengel
- 1990–2000: Joachim Jacobi
- 2000–2019: Ulrich von Nathusius
- 2019 – heute: Thomas Neumark[1]

## Bekannte Lehrer
- Angelika Kill (1917–2003), später Leiterin der Ursulinenschule Fritzlar
- Erich Tursch (1902–1983), Maler, Graphiker und Kunsterzieher, 1949–1967
- Uwe Uffelmann (1937–2008), Historiker und Geschichtsdidaktiker

## Bekannte Schüler
- Klaus Ahlheim (1942–2020), Erziehungswissenschaftler, Abitur 1962
- Peter Barthelmey (1945–2019), ehemaliger Bundesliga-Handballspieler und -trainer, Abitur 1964
- Matthias Beller (* 1962), deutscher Chemiker und Universitätsprofessor
- Jens Beutel (1946–2019), ehemaliger Oberbürgermeister von Mainz, Abitur 1966
- Jochen Beyse (* 1949), Schriftsteller, Abitur 1968
- Günther Bott (* 1944), Jurist, ehemaliger Richter am Bundesarbeitsgericht, Abitur 1963
- Rudolf Geyer (* 1947), Chemiker, Glykobiologe und Universitätsprofessor, Abitur 1966
- Julius Höxter (1873–1944), Pädagoge und Schriftsteller, 1888
- Ewald Huth (1890–1944), Kirchenmusiker, Chordirigent, Opfer des NS-Regimes
- Josef Klik (1935–2020), mehrfacher Deutscher Meister im Kugelstoßen, Diskuswurf und Zehnkampf, Abitur 1954
- Wolfgang Kraushaar (* 1948), Politikwissenschaftler, Abitur 1968
- Elmar Kraushaar (* 1950), Journalist und Schriftsteller
- Peter Lakotta (1933–1991), Maler und Keramiker, Abitur 1955
- Gerd Loßdörfer (1943–2023), Mediziner, ehemaliger Deutscher Meister und Vize-Europameister im 400-Meter-Hürdenlauf, Abitur 1963
- Burkhart Prinz (1939–2014), Gymnasiallehrer, Handballspieler und -trainer, Jugend-Bundestrainer, Abitur 1958
- Dirk Schmitz von Hülst (* 1943), Soziologe, Abitur 1963
- Hans-Joachim Selenz (* 1951), Ingenieur, Politiker und Schriftsteller
- Bernd Siebert (1949–2023), Politiker (CDU)
- Martin Uppenbrink (1934–2008), erster Präsident des Bundesamtes für Naturschutz, Abitur 1955
- Klaus Wengst (* 1942), evangelischer Theologieprofessor, Abitur 1961